# Csendes otthon
A Csendes otthon 1957-ben készült, 1958-ban bemutatott fekete-fehér magyar filmvígjáték. Rendezte: Bán Frigyes, forgatókönyvírók: Szántó Armand és Szécsén Mihály.

## Cselekmény
Berki András énekesnő menyasszonyának, Gabinak akar új dalt komponálni a premierjére, ehhez azonban csendre és nyugalomra lenne szüksége, amit társbérletében nem kap meg. Nemsokára azonban megkapja az áhított lakáskiutalását. Nem sokáig örülhet, mert kiderül, hogy tévedésből Ács Éva gyógyszerésznőnek is ugyanezt a lakást utalták ki, és elkezdődnek a bonyodalmak, miután mindketten beköltöznek. A kezdeti ellenfelekből hamarosan szerelmesek válnak, a zeneszerzőnek az ihlete is megjön a komponáláshoz.

## Főszereplők
- Zenthe Ferenc – Berki András, zeneszerző, aki lakást kapott
- Galambos Erzsi – Ács Éva, gyógyszerész, aki ugyanazt a lakást kapja
- Ungváry László – Dr. Huppert Győző, érdemes gyógyszerész
- Psota Irén – Gabi
- Egri István – Bakos, lakóbizottsági elnök
- Fónay Márta – Ács Zoltánné Emma, Éva Mamája
- Nagy István – Ács Zoltán, református lelkész, Éva apja
- Peti Sándor – Csapó bácsi, házfelügyelő
- Kőmíves Erzsi – Csapóné, a házfelügyelő felesége
- Suka Sándor – Jenő, egy lakó a házban
- Csala Zsuzsa – feleség, egy lakó a házban
- Magyari Tibor – bútorszállító
- Hlatky László – anyakönyvvezető
- Gera Zoltán – esküvői, alkalmi tanú
- Kibédi Ervin – esküvői, alkalmi tanú
- Benedek Tibor – egy környékbeli lakó
- Misoga László – építőmunkás
- Pusztai Eta – énekhang
- Vámosi János – énekhang